# دانيال مور
وُلِدَ الشاعر والكاتب الأمريكي دانيال مور في عام 1940م، بمدينة أوكلاند في ولاية كاليفورنيا الأمريكية. ويُعدُّ دانيال مور من أبرز شعراء الستينات، وقد اعتنق دانيال الديانة الإسلامية في عام 1970م، واختار لنفسه اسم عبد الحيِّ.
وفي عام 1990م انتقل عبد الحيِّ مع أسرته إلى مدينة فيلادلفيا في ولاية بنسلفانيا، حيث تنشط الجماعات الأدبية والدينية، وما زال يقيم هناك.